# Marco Raúl Mejía Jiménez
Marco Raúl Mejía Jiménez (Támesis, Antioquia, Colombia; 1952) es un educador popular e investigador colombiano. 

## Biografía
Nació en el corregimiento de Palermo de Támesis (Antioquia)
Es licenciado en Filosofía y Letras por la Pontificia Universidad Javeriana, tiene una maestría en Educación y Desarrollo y es doctor del programa Interdisciplinario de Investigación en Educación y doctor Honoris Causa en Educación por la Universidad Pedagógica Nacional.
Ha trabajado con instituciones como el Banco Interamericano de Desarrollo, el Centro de Investigación y Educación Popular (Cinep), Movimiento de Educación Popular Integral Fe y Alegría y en varias fundaciones y universidades de Colombia. Ha participado en el diseño, implementación y evaluación de numerosos proyectos y programas educativos como la Expedición Pedagógica Nacional, enmarcada en el Proyecto Planeta Paz, Movilización Social por la Educación, y el Programa Ondas de Colciencias, entre otros proyectos latinoamericanos en educación. Su pensamiento está en la línea del pensamiento de pedagogías críticas de Paulo Freire.
Su pensamiento se asocia a las categorías de buen vivir y la construcción de paz como elementos fundamentales para construir ciudadanías críticas y transformadoras, interculturalidad y pedagogía. Junto a la educadora María Elena Manjarrés han trabajado en la Investigación como Estrategia Pedagógica (IEP), aplicada en varios países.

## Obras
- Sindicato e pedagogia: rumo a uma escola enraizada na educação popular (1989).Livraria UNIJUÍ Editora.[8]
- Educación Popular. Historia, actualidad y proyecciones.(1990) Consejo de Educación de Adultos de América Latina.ISBN 6078345745
- Educación y escuela en el fin de siglo. (1995). Centro de Investigación y educación Popular (Cinep). Bogotá. ISBN 9586440370
- Reconstruyendo la transformación social: movimientos sociales y educación popular. Cooperativa Editorial Magisterio. BogotáISBN 9582002743
- Con Myriam Inés Awad García. Educación popular hoy: en tiempos de globalización (2003). Ediciones Aurora.ISBN 9589136184
- La sistematización: Empodera y produce saber y conocimiento sobre la práctica desde la propuesta para sistematizar la experiencia de habilidades para la Vida. (2008), Ediciones desde abajo. Bogotá.ISBN 9588093910
- Educaciones y pedagogías críticas desde el sur (2012). Editorial Magisterio. Bogotá.ISBN 9789582010591
- Pedagogía y transformación social. (2018).ISBN 9788491169444
- Educación(es) en la(s) globalización(es)  I. Entre el pensamiento único y la nueva crítica. Ediciones desde abajo, Bogotá.
- La(s) escuela(s) de la(s) globalización(es) II. Entre el uso técnico instrumental y las educomunicaciones. Ediciones desde Abajo, Bogotá.
- Educación(es), escuela(s) y pedagogía(s) en la cuarta revolución industrial desde Nuestra América Tomo III. Ediciones desde Abajo, Bogotá.